# 24 часа (6-й сезон)
Шестой сезон американского драматического телесериала «24 часа», также известный как «Шестой день», выпущен в эфире канала Fox в период с 14 января по 21 мая 2007 года. Основная сюжетная линия сезона начинается и заканчивается в 6:00 утра. События происходят спустя 20 месяцев после событий пятого сезона.

## Обзор сезона
Шестой сезон начинается спустя 20 месяцев после окончания пятого сезона. В течение одиннадцати недель перед Шестым днём в Соединённых Штатах происходит ряд террористических атак. Человек по имени Абу Файед соглашается выдать правительству США местоположение Амри Аль-Асада, воображаемого организатора этих террористических нападений, в обмен на бывшего Агента КТО (Counter Terrorist Unit) Джека Бауэра (Jack Bauer), с которым у него есть личные счёты. Президент Уэйн Палмер, брат Дэвида Палмера, договаривается с Китаем о выпуске Бауэра из китайской тюрьмы, где Джек провёл последние 20 месяцев.
Шестой сезон разделён на два основных акта:
1. Джек выпущен из китайской тюрьмы и работает с КТО, чтобы обезвредить пять ядерных бомб, которые пытаются привести в действие террористы, и обнаруживает, что некоторые члены его семьи в этом замешаны.
2. Китайцы пытаются заполучить компонент к секретным военным технологиям России, что обостряет отношения между Соединёнными Штатами и Россией.

### Основные сюжетные линии
- Карен Хейз сталкивается с Томом Ленноксом по вопросам этики приостановки гражданских свобод для мусульманских американцев.
- Некоторые члены администрации президента Уэйна Палмера планируют его убить, чтобы вести более агрессивную политику против мусульманского населения Америки и Ближнего Востока.
- Джек обнаруживает причастность своего отца и брата к украденным ядерным бомбам и событиям, которые произошли в конце президентства Чарльза Логана.
- Загадочный новичок КТП, Майк Дойл, сталкивается с критикой в свой адрес.
- Майло Прессмен признаётся в своих чувствах к Наде Ясир.
- Моррис О’Брайан тяжело переживает, что не выдержал пыток и активировал террористам бомбы.
- Вице-президент Ной Дэниелс принимает полномочия Президента в разгар кризиса.
- Филипп Бауэр работает с китайцами и пытается похитить своего внука Джоша, чтобы вывезти его из страны.
- Одри находилась в плену у китайцев, где её жестоко пытали.

### Сюжет
Агент Джек Бауэр, взятый в плен Китайским правительством 20-ю месяцами ранее, освобождён в соответствии со сделкой, заключённой президентом Уэйном Палмером. Джека передают в руки Амри Аль-Асаду ради поимки террориста Абу Файеда, который, как полагают, является организатором террористических атак, прошедших за последние 11 недель на территории США. Джек узнаёт, однако, что Асад, на самом деле, пытается остановить нападения, которые были организованы Файедом. Джек сбегает из плена и спасает Асада. Узнав, что Файед планирует взорвать пять ядерных бомб, агенты КТО выслеживают одну бомбу и пытаются предотвратить взрыв, но операция проваливается. Оплакивая гибель своего друга, агента Кёртиса Меннинга, Джек с ужасом наблюдает, как ядерный взрыв разрушает Валенсию, пригород Лос-Анджелеса.
Террористы выманивают из КТО Морриса О’Брайана и пытками заставляют его перепрограммировать бомбы. Джек обнаруживает, что его отец и брат (Филипп и Грэм Бауэр) причастны к смерти Девида Палмера и пропаже ядерных бомб. Филипп идёт на все, чтобы сохранить свою компанию в стороне от скандала, даже на убийство своего сына Грэма и похищение внука Джоша. Неудовлетворённые решениями Уэйна Палмера во время кризиса, Рид Поллок и другие заговорщики планируют убить Палмера и свалить вину за убийство на Аль-Асада. Прежде чем Том Леннокс смог помешать убийству президента, бомба взрывается — Асад погибает, а Палмер оказывается в критическом состоянии. Вице-президент Ноа Дэниэлс приходит к власти и готовит возмездие.
Бывший президент Чарльз Логан выходит на связь с Джеком и утверждает, что может помочь найти генерала Греденко через российского консула в Лос-Анджелесе Анатолия Маркова, на которого у него есть компромат. Логану не удаётся получить от Маркова информацию о Греденко, вследствие чего Джек врывается в российское посольство. Чарльз Логан просит свою бывшую жену Марту переговорить с первой леди России, Анной Суваровой, и объяснить ситуацию с Марковым. Юрий Суваров разрешает штурмовать российское консульство, так как Марков отказался подчиниться президенту своей страны сдаться КТО и отпустить Бауэра. КТО узнаёт о местонахождении Греденко, но террористам удаётся запустить один беспилотник с зарядом в сторону Сан-Франциско. КТО удаётся перехватить управление дроном и посадить его в промышленной зоне на границе города, но при посадке беспилотника бомба повреждается и происходит утечка радиации. Джек узнаёт шокирующую новость: Одри Рейнс погибла в прошлом году в Китае.
Ноа Дэниэлс готовит ядерный удар по Ближнему Востоку, Пол Леннокс пытается помешать вице-президенту. Уэйна Палмера выводят из комы, чтобы он вмешался в решение правительства. Греденко захвачен КТО и готов выдать Файеда в обмен на амнистию, но вместо этого предупреждает последнего. Греденко умирает от потери крови, а Джек расправляется с Файедом и находит две оставшиеся бомбы.
Джеку звонит Одри и просит о помощи. Ченг требует, чтобы Джек достал плату с микросхемой от ядерной бомбы в обмен на освобождение Одри. Этот компонент с ключевыми кодами от секретных технологий русских даст китайцам полный доступ к российскому оружию. Президент Палмер, под личную ответственность Джека, разрешает Джеку Бауэру провести спецоперацию, но теряет сознание во время пресс-конференции, позволяя Дэниэлсу принять исполнительные обязанности и отменить данную операцию. Джек выходит из-под контроля КТО и продолжает операцию в одиночку. Несмотря на то что Одри освобождена, Джеку не удаётся уничтожить плату и компонент оказывается в руках Ченга. Билла Бьюкенена увольняют из КТО.
Россия узнаёт, что китайцы завладели платой и угрожает военными действиями. Ченг обнаруживает, что плата повреждена и вызывает Филиппа Бауэра. Джек получает информацию от Одри о местоположении Ченга, но в КТО врываются китайские наёмники во главе с Чжоу. Они похищают Джоша, который с матерью находился в КТО. Филипп планирует вместе с Джошем покинуть Америку и уехать в Китай. Майло погибает при попытке защитить Надю. Дойл с военными приходит на помощь и освобождает КТО от захвата. Филипп Бауэр звонит в Белый дом и предлагает отдать им компонент в обмен на Джоша. Дойл увозит Джоша, несмотря на протест Джека, чтобы осуществить обмен.
Билл Бьюкенен и Карен Хейз помогают сбежать Джеку из-под стражи, чтобы помешать Дойлу передать Джоша Филиппу. Обмен терпит неудачу, как и предсказывал Джек, который убеждал всех не доверять его отцу. Филипп Бауэр скрывается вместе с Джошем и компонентом на нефтяной платформе. Дэниэлс решает нанести авиаудар по нефтяной платформе, но Джек и Билл угоняют вертолёт и следуют за Джошем. Они убивают людей Ченга, самого Ченга захватывают в плен и спасают Джоша. Филипп Бауэр погибает при авиаударе. Джеймс Хеллер убеждает Джека, ради безопасности Одри, оставить её. Джек говорит спящей Одри, что любит её, но должен позволить ей уйти. Он идёт к утёсу и смотрит на океан в неопределённое будущее…

### Повороты сюжета, влияющие на следующие сезоны
- Джек освобождён из китайской тюрьмы.
- Гибель Кёртиса Мэннинга.
- Отставка Билла Бьюкенена.
- Нервное расстройство Марты Логан.
- Тяжёлые ранения, полученные Чарльзом Логаном и Уэйном Палмером.
- Хлоя и Моррис О’Брайан узнают о том, что скоро станут родителями.
- Джек решает больше не работать на правительство.
- Страдания Одри в китайском плену.
- Отчуждение Джека от Одри и её отца.

## В ролях

### Основной состав
- Кифер Сазерленд — Джек Бауэр (24 эпизода)
- Мэри Линн Райскаб — Хлоя О’Брайан (24 эпизода)
- Д. Б. Вудсайд — Президент Уэйн Палмер (17 эпизодов)
- Джеймс Морисон — Билл Бьюкэнон (21 эпизод)
- Питер Макникол — Том Леннокс (24 эпизода)
- Джейн Аткинсон — Карен Хейз (18 эпизодов)
- Карло Рота — Моррис О’Брайан (24 эпизода)
- Эрик Бальфур — Майло Прессман (19 эпизода)
- Марисоль Николс — Надия Яссир (24 эпизода)
- Реджина Кинг — Сандра Палмер (9 эпизодов)

### Специально приглашённые актёры
- Пауэрс Бут — Ноа Дэниелс (14 эпизодов)
- Джеймс Кромвелл — Филлип Бауэр (8 эпизодов)
- Ким Рейвер — Одри Рейнс (5 эпизодов)
- Грегори Итцин — Чарльз Логан (4 эпизода)
- Уильям Дивейн — Джеймс Хеллер (2 эпизода)
- Джин Смарт — Марта Логан (1 эпизод)

## Производство
Одним из наиболее шокирующих событий шестого эпизода был взрыв ядерной бомбы, который унёс жизни 12 тысяч мирных жителей. В последующих эпизодах, однако, не было никакой паники, связанной с этим. Дэвид Фьюри объяснил, что изначально планировалось больше внимания посвятить этому событию, но авторами было решено выбрать быстрое устранение угрозы, в пользу более личной истории Джека. Также авторы сообщили, что планировали вернуть Тони Алмейда в финале шестого сезона.

## Приквел
Десятиминутный приквел к шестому сезону был доступен на DVD с пятым сезоном. Приквел начинается спустя семь месяцев после «Пятого дня» и показывает, как китайская разведка подвергает мучениям Джека в застенках китайской тюрьмы, чтобы идентифицировать двойного агента в их рядах. Джек молчит, но невольно вздрагивает при виде Хонг Вайя (Hong Wai). Хонг Вайя давно подозревали в двойной игре.

## Послесловие
На DVD с шестым сезоном был добавлен эпилог под названием «24 часа: Шестой день — Допрос». Эпизод повествует о том, как после событий шестого дня Джека Бауэра вызывают на допрос. Его подозревают в том, что во время пыток в китайском плену, Джек мог выдать агента под прикрытием в Китае, который погиб в то время, когда Джек находился в плену.

## Другое
В течение этого сезона Джек убивает на экране 52 человека.
Чарльз Логан появляется в четвёртом, пятом, шестом и восьмом сезонах. Шестой сезон единственный, в котором он не является антагонистом.

## Эпизоды
| № общий | № в сезоне | Название                         | Режиссёр       | Автор сценария                                                         | Дата премьеры   | Произв. код | Зрители в США (млн) |
| ------- | ---------- | -------------------------------- | -------------- | ---------------------------------------------------------------------- | --------------- | ----------- | ------------------- |
| 121     | 1          | «Day 6: 6:00 a.m. — 7:00 a.m.»   | Джон Кассар    | Говард Гордон                                                          | 14 января 2007  | 6AFF01      | 15.79               |
| 122     | 2          | «Day 6: 7:00 a.m. — 8:00 a.m.»   | Джон Кассар    | Мэнни Кото                                                             | 14 января 2007  | 6AFF02      | 15.79               |
| 123     | 3          | «Day 6: 8:00 a.m. — 9:00 a.m.»   | Брэд Тёрнер    | Эван Кац и Дэвид Фьюри                                                 | 15 января 2007  | 6AFF03      | 15.73               |
| 124     | 4          | «Day 6: 9:00 a.m. — 10:00 a.m.»  | Брэд Тёрнер    | Роберт Кокран                                                          | 15 января 2007  | 6AFF04      | 15.73               |
| 125     | 5          | «Day 6: 10:00 a.m. — 11:00 a.m.» | Милан Чейлов   | Джоэл Сурноу и Майкл Лосефф                                            | 22 января 2007  | 6AFF05      | 14.47               |
| 126     | 6          | «Day 6: 11:00 a.m. — 12:00 p.m.» | Милан Чейлов   | Джоэл Сурноу и Майкл Лосефф                                            | 29 января 2007  | 6AFF06      | 14.04               |
| 127     | 7          | «Day 6: 12:00 p.m. — 1:00 p.m.»  | Джон Кассар    | Говард Гордон и Мэнни Кото                                             | 5 февраля 2007  | 6AFF07      | 13.60               |
| 128     | 8          | «Day 6: 1:00 p.m. — 2:00 p.m.»   | Джон Кассар    | Эван Кац и Дэвид Фьюри                                                 | 12 февраля 2007 | 6AFF08      | 13.73               |
| 129     | 9          | «Day 6: 2:00 p.m. — 3:00 p.m.»   | Брэд Тёрнер    | Адам Э. Фиерро                                                         | 12 февраля 2007 | 6AFF09      | 13.73               |
| 130     | 10         | «Day 6: 3:00 p.m. — 4:00 p.m.»   | Брэд Тёрнер    | Говард Гордон и Эван Кац                                               | 19 февраля 2007 | 6AFF10      | 13.05               |
| 131     | 11         | «Day 6: 4:00 p.m. — 5:00 p.m.»   | Тим Якофано    | Мэнни Кото                                                             | 26 февраля 2007 | 6AFF11      | 12.80               |
| 132     | 12         | «Day 6: 5:00 p.m. — 6:00 p.m.»   | Тим Якофано    | Телесценарий: Эван Кац и Дэвид Фьюри Сюжет: Говард Гордон              | 5 марта 2007    | 6AFF12      | 13.05               |
| 133     | 13         | «Day 6: 6:00 p.m. — 7:00 p.m.»   | Джон Кассар    | Джоэл Сурноу и Майкл Лосефф                                            | 12 марта 2007   | 6AFF13      | 12.39               |
| 134     | 14         | «Day 6: 7:00 p.m. — 8:00 p.m.»   | Джон Кассар    | Телесценарий: Говард Гордон и Эван Кац Сюжет: Мэнни Кото и Дэвид Фьюри | 19 марта 2007   | 6AFF14      | 11.80               |
| 135     | 15         | «Day 6: 8:00 p.m. — 9:00 p.m.»   | Брэд Тёрнер    | Говард Гордон и Мэнни Кото                                             | 26 марта 2007   | 6AFF15      | 11.78               |
| 136     | 16         | «Day 6: 9:00 p.m. — 10:00 p.m.»  | Брэд Тёрнер    | Роберт Кокран и Эван Кац                                               | 2 апреля 2007   | 6AFF16      | 10.95               |
| 137     | 17         | «Day 6: 10:00 p.m. — 11:00 p.m.» | Брайан Спайсер | Дэвид Фьюри                                                            | 9 апреля 2007   | 6AFF17      | 11.45               |
| 138     | 18         | «Day 6: 11:00 p.m. — 12:00 a.m.» | Брайан Спайсер | Мэтт Мичновец и Николь Ранадив                                         | 16 апреля 2007  | 6AFF18      | 11.32               |
| 139     | 19         | «Day 6: 12:00 a.m. — 1:00 a.m.»  | Брэд Тёрнер    | Джоэл Сурноу и Майкл Лосефф                                            | 23 апреля 2007  | 6AFF19      | 10.41               |
| 140     | 20         | «Day 6: 1:00 a.m. — 2:00 a.m.»   | Брэд Тёрнер    | Говард Гордон и Эван Кац                                               | 30 апреля 2007  | 6AFF20      | 10.93               |
| 141     | 21         | «Day 6: 2:00 a.m. — 3:00 a.m.»   | Брайан Спайсер | Мэнни Кото                                                             | 7 мая 2007      | 6AFF21      | 10.92               |
| 142     | 22         | «Day 6: 3:00 a.m. — 4:00 a.m.»   | Брайан Спайсер | Говард Гордон и Эван Кац                                               | 14 мая 2007     | 6AFF22      | 10.57               |
| 143     | 23         | «Day 6: 4:00 a.m. — 5:00 a.m.»   | Брэд Тёрнер    | Джоэл Сурноу и Майкл Лосефф                                            | 21 мая 2007     | 6AFF23      | 10.30               |
| 144     | 24         | «Day 6: 5:00 a.m. — 6:00 a.m.»   | Брэд Тёрнер    | Роберт Кокран и Мэнни Кото и Дэвид Фьюри                               | 21 мая 2007     | 6AFF24      | 10.30               |